# Fitzroyomyces
Fitzroyomyces is een geslacht in de familie Stictidaceae. De typesoort is Fitzroyomyces cyperacearum.

## Soorten
Volgens Index Fungorum telt dit geslacht vijf soorten (peildatum december 2023):
| Soortnaam                        | Auteur(s)                                    | Publicatiejaar |
| -------------------------------- | -------------------------------------------- | -------------- |
| Fitzroyomyces cyperacearum       | Crous                                        | 2017           |
| Fitzroyomyces hyaloseptisporus   | D.P. Wei & K.D. Hyde                         | 2021           |
| Fitzroyomyces pandanicola        | (Tibpromma & K.D. Hyde) D.P. Wei & K.D. Hyde | 2021           |
| Fitzroyomyces xishuangbannaensis | R.F. Xu & Tibpromma                          | 2022           |
| Fitzroyomyces yunnanensis        | L. Lu, K.D. Hyde & Tibpromma                 | 2021           |